# Rue Camille Wollès
Pour les articles homonymes, voir Camille et Wollès.
La rue Camille Wolles (en néerlandais : Camille Wollesstraat) est une rue bruxelloise de la commune de Schaerbeek qui va du carrefour formé par le boulevard Léopold III et l'avenue Frans Courtens jusqu'à la rue Henri Chomé en passant par la rue Paul Leduc.
La numérotation des habitations va de 3 à 49 pour le côté impair, et de 4 à 46 pour le côté pair.
Cette rue porte le nom d'un peintre belge, Camille Wollès, né à Saint-Josse-ten-Noode le 1er juillet 1864 et décédé à Hingene le 28 décembre 1942.

## Adresses notables
- nos 14-14B : Maisons du Foyer Schaerbeekois
- no 49 : Immeuble du Foyer Schaerbeekois